# Rabi
Rabi (z hebr. mój mistrz) – tytuł honorowy, którym uczniowie obdarzali babilońskich amoraitów. Od tego słowa pochodzą późniejsze określenia i zwroty grzecznościowe typu rabin, reb czy rebe.